# Czatyrdah (sonet)

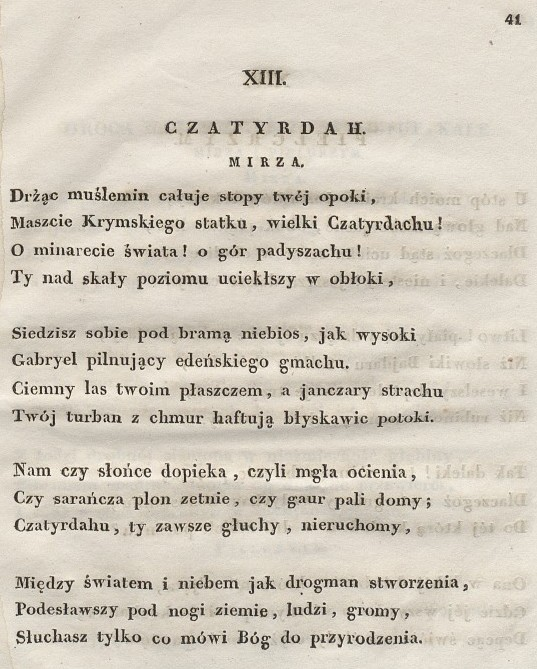
Czatyrdah w pierwodruku „Sonetów Adama Mickiewicza” z 1826 roku

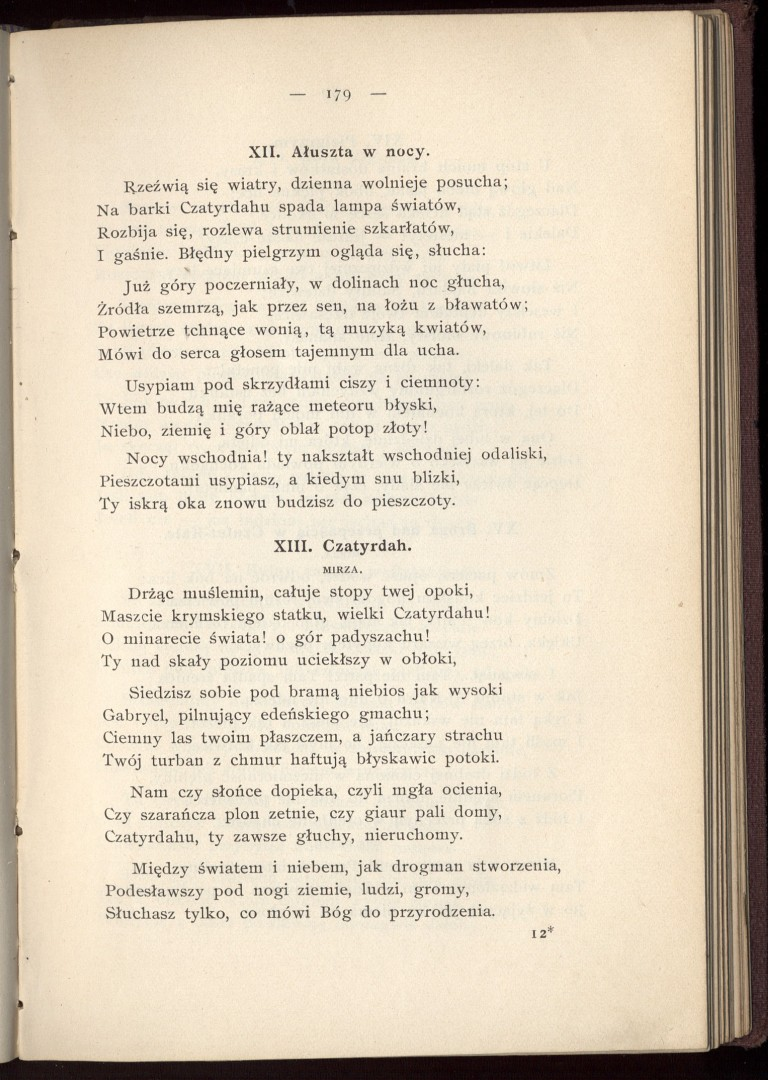
Czatyrdah w tomie 1 zbioru „Poezyje Adama Mickiewicza” z 1899 roku

Czatyrdah (incipit Drżąc muślemin, całuje stopy twej opoki) – trzynasty sonet z cyklu sonetów krymskich autorstwa Adama Mickiewicza. Po raz pierwszy został opublikowany w 1826 roku, natomiast dokładna data powstania poematu nie jest znana.

## Miejsce w cyklu
Sonet Czatyrdah zgodnie z podziałem Władysława Folkierskiego jest czwartym sonetem z czterech związanych w dolinami Krymu  (Bajdary, Ałuszta w dzień, Ałuszta w nocy, Czatyrdah), natomiast zgodnie z podziałem Juliusza Kleinera oraz Czesława Zgorzelskiego utwór jest trzecim z trzech sonetów-obrazów (Ałuszta w dzień, Ałuszta w nocy, Czatyrdah).

## Treść sonetu
Trzynasty sonet z cyklu, związany jest z podróżą z Eupatorii (dawna polska nazwa miasta – Kozłów) w kierunku Symferopola lub Bakczysaraju bezpośrednio po przerwanym rejsie morskim. Jednakże uwagę poety nie zwracają otaczające go stepy, lecz widniejący na widnokręgu masyw górski Czatyrdah (Czatyr-Dah). Sonet jest skonstruowany w postaci monologu krymskiego przewodnika Mirzy do Podróżnego (jedno z wcieleń Krymskiego Pielgrzyma, człowieka o gorzkiej i skomplikowanej przeszłości, świadomego wyobcowania i samotności, który jednak zachował poznawczą ciekawość świata), utożsamianego z podmiotem lirycznym. Słowa Mirzy, w których w nieomal modlitewnym uniesieniu przetwarzana jest zielona góra z białym szczytem w obraz dostojnego pomostu pomiędzy niebem a ziemią, pod względem psychologicznym łączą w sobie cechy wyznawcy islamu oraz romantycznego bohatera w stylu byronowskim. Efekt ten zostaje osiągnięty poprzez liczne peryfrazy, które poprzez swój hiperboliczny charakter budują obraz góry o niezmierzonej wysokości.

## Analiza wersyfikacyjna
Sonet jest napisany trzynastozgłoskowcem i zbudowany zgodnie z zasadami budowy sonetu poezji prowansalskiej oraz zasadami stosowanymi przez Petrarkę (czternastowierszowa struktura sonetu podzielona na dwa czterowiersze i jeden sześciowiersz), przy użyciu wyłącznie rymów żeńskich, padających na istotne dla treści sonetu słowa. W dwóch pierwszych czterowierszach układ rymów jest abba abba, na zgodnych rymach, natomiast w sześciowierszu, rozkładającym się na dwa trójwiersze, cdd cdc. Struktura wersyfikacyjna sonetu jest zgodna z jego strukturą wewnętrzną, dwóm pierwszym czterowierszom, będącym zamkniętymi całościami składniowymi, przeciwstawia się ostatni sześciowiersz, obejmujący czterowiersz z finałem dwuwierszowym, dla wzmocnienia puenty.

## Powstanie sonetu
Najprawdopodobniej wszystkie autografy sonetów Mickiewicza znajdowały się w albumie należącym do Piotra Moszyńskiego. Album ten, jak i kopia wykonana przez Bronisława Gubrynowicza, zaginęły po 1945 roku, w związku z czym nie można ustalić dokładnej daty jego powstania. Zgodnie z informacjami umieszczonymi w napisanej przez Władysława Mickiewicza przedmowie do tomu 1. paryskich „Dzieł” Mickiewicza sonety przed ich wydaniem zostały ocenzurowane przez Michaiła Kaczenowskiego, profesora Uniwersytetu Moskiewskiego, który dokonał mało znaczących poprawek oraz nie wyraził zgody na publikację jednego sonetu pod tytułem Czołobitność, z którego treści zachowały się tylko dwa wersy.

## Współczesna recepcja
Sonety krymskie w momencie ukazania się drukiem wywołały burzliwą dyskusję i niejednoznaczne oceny. Najostrzejszym ich krytykiem był Kajetan Koźmian, który w liście do Franciszka Morawskiego użył na ich określenie terminu paskudztwo, negatywnie oceniał je również Franciszek Salezy Dmochowski, natomiast pozytywnie oceniali je m.in. Maurycy Mochnacki oraz Teodozy Sierociński. Przeciwnicy uważali język sonetów za niewłaściwy, z powodu orientalizmów oraz odstępstw od norm języka literackiego, kwestionowali również formę sonetu jako nieodpowiednią dla tematu. Zwolennicy zauważyli, że cykl sonetowy stanowi romantyczny odpowiednik poematu opisowego, stanowiąc zwartą kompozycyjną całość.